# Cittaducale
Cittaducale es una localidad italiana de la provincia de Rieti, región de Lacio, con 7.021 habitantes.

## Evolución demográfica
| Gráfica de evolución demográfica de Cittaducale entre 1861 y 2001 |
|                                                                   |
| Fuente ISTAT - elaboración gráfica de Wikipedia                   |